# Tachoires
Tachoires är en kommun i departementet Gers i regionen Occitanien i sydvästra Frankrike. Kommunen ligger i kantonen Saramon som tillhör arrondissementet Auch. År 2022 hade Tachoires 112 invånare.

## Befolkningsutveckling
Antalet invånare i kommunen Tachoires
Referens:INSEE